# أحفوريات مجهرية

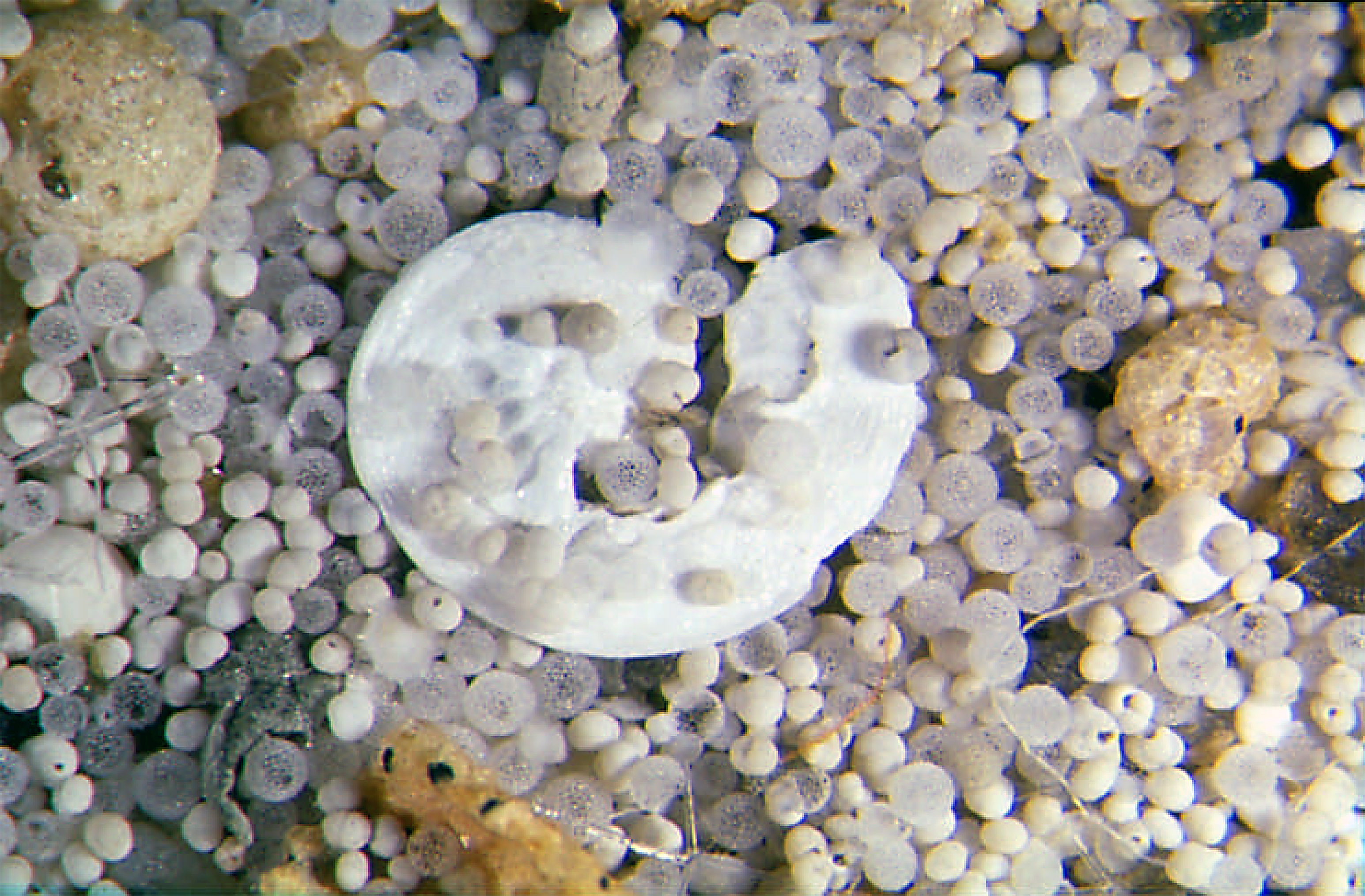
أحفوريات مجهرية عمرها نحو 12.000 سنة، القارة القطبية الجنوبية.(يبلغ حجم حبيبات الرمل في الصورة 5و0 مليمتر).

أحفوريات مجهرية، أو أحافير دقيقة في الجيولوجيا وعلم الأحياء القديمة (بالإنجليزية: microfossils) وبالألمانية Mikrofossil هي أحفورة يتراوح حجمها بين 03و0 مليمتر وواحد مليمتر. وتدرس تلك الأحفوريات المجهرية في إطار دراسة علم الأحياء القديمة حيث يستخدم المجهر أو مجهر مجسم لفحصها. ويبلغ مقدار التضخيم الضوئي المستخدم بين 5 إلى 10 مرات، كما توجد أحفوريات مجهرية في حيز النانومتر.

## أنواعها
تنتسب الأحفوريات التالية إلى الأحفوريات المجهرية : الخلايا المنفردة ذات نواة، والتنتينيد والأوستراكود، والتنتاكوليد. وكذلك قشور السمك، والأسنان، والبقايا الصغيرة للحيوانات الصغيرة ذات هيكل عظمي.

## اهميتها في علم الجيولوجيا
تستخدم الأحفوريات المجهرية أيضا في تحديد عمر طبقات الأرض ولا يمكن الاستغناء عنها إلى جانب الأحفوريات الكبيرة. كما أنها توجد منذ عصر الكامبري (أحياء صدفية صغيرة) حتى الآن. كما أنها مهمة بالنسبة لإلمعرفة التوزيع الجغرافي للقارات والبحار في تلك العصور الجيولوجية القديمة، ولدراسة المحيطات، ولدراسة حياة الكائنات الأولية التي كانت تعيش في الماء، ولدراسة المناخ وتغيراته في تلك العصور.
بواسطة تغير اللون أحفورات الكوندونت Conodont يمكن معرفة التغيرات الحرارية التي اعترت الأحجار الرسوبية في العصور القديمة، وهو ضروري عند البحث على آبار النفط والغاز.

## اقرأ أيضا
- أحفورة
- مؤشر أحفوري